# Prusy (Grande-Pologne)
Pour les articles homonymes, voir Prusy (homonymie).
Prusy (prononciation : [ˈprusɨ]) est un village polonais de la gmina de Jarocin dans le powiat de Jarocin de la voïvodie de Grande-Pologne dans le centre-ouest de la Pologne.
Il se situe à environ 7 kilomètres au sud de Jarocin (siège de la gmina et du powiat) et à 69 kilomètres au sud-est de Poznań (capitale régionale).
Le village possédait une population de 288 habitants en 2007.

## Histoire
De 1975 à 1998, le village faisait partie du territoire de la voïvodie de Kalisz.

Depuis 1999, Prusy est situé dans la voïvodie de Grande-Pologne.